# Semaj Christon
Semaj Rakem Christon (Cincinnati, Ohio, 1 de noviembre de 1992) es un jugador de baloncesto estadounidense que pertenece a la plantilla del Guerino Vanoli Basket de la Lega Basket Serie A. También jugó baloncesto universitario para la Universidad de Xavier en Cincinnati, Ohio.

## Trayectoria deportiva

### Universidad
Nacido y criado en Cincinnati, Christon llegó a Xavier en 2012 después de una temporada de preparatoria en Brewster Academy. En su primer año como "freshman" en Xavier, Christon se erigió como uno de los mejores jugadores de la Atlantic Ten Conference, con un promedio de 15,2 puntos y 4,6 asistencias por partido, ganando el premio Rookie del Año de la Atlantic Ten Conference. En su segundo año como "sophomore" mejoró en varios áreas mientras lideró a los Musketeers en la Conferencia Big East. Después de un promedio de 17 puntos y 4,2 asistencias, fue nombrado por unanimidad en el mejor quinteto de la Big East de 2014.
El 28 de marzo de 2014, Christon declaró su elegibilidad para el Draft de la NBA de 2014, dejando a un lado sus dos últimas temporadas en Xavier.

### Profesional
El 26 de junio de 2014, Christon fue seleccionado en la posición número 55 del Draft de la NBA de 2014 por los Miami Heat. Sus derechos fueron traspasados a los Charlotte Hornets junto con los derechos de P. J. Hairston a cambio de los derechos de Shabazz Napier. Más tarde en la noche del draft, los derechos de Christon fue nuevamente traspasado esta vez a los Oklahoma City Thunder por dinero en efectivo.
En enero de 2020, Kirolbet Baskonia confirma el fichaje del jugador hasta final temporada, tras sobresalir en las filas del CSP Limoges con unos promedios de 17.8 puntos, 8 asistencias y 19.7 de valoración en Eurocup.
El 28 de agosto de 2021, firma por el Ratiopharm Ulm de la Basketball Bundesliga.
El 15 de junio de 2022, firma por el Derthona Basket de la Lega Basket Serie A.
El 3 de agosto de 2023 fichó por el Pallacanestro Brescia, también de la Lega Basket Serie A italiana.
El 24 de septiembre de 2024 fichó por el Pistoia Basket 2000.
El 28 de febrero de 2025 fichó hasta final de temporada con el Guerino Vanoli Basket.

## Estadísticas de su carrera en la NBA

### Temporada regular
| Año     | Equipo        | PJ | PT | MPP  | %TC  | %3P  | %TL  | RPP | APP | ROB | TPP | PPP |
| ------- | ------------- | -- | -- | ---- | ---- | ---- | ---- | --- | --- | --- | --- | --- |
| 2016-17 | Oklahoma City | 64 | 1  | 15.2 | .345 | .190 | .548 | 1.4 | 2.0 | .4  | .1  | 2.9 |
| Total   | Total         | 64 | 1  | 15.2 | .345 | .190 | .548 | 1.4 | 2.0 | .4  | .1  | 2.9 |

### Playoffs
| Año   | Equipo        | PJ | PT | MPP  | %TC  | %3P  | %TL  | RPP | APP | ROB | TPP | PPP |
| ----- | ------------- | -- | -- | ---- | ---- | ---- | ---- | --- | --- | --- | --- | --- |
| 2017  | Oklahoma City | 2  | 0  | 10.5 | .400 | .333 | .000 | 1.5 | 2.5 | .5  | .0  | 2.5 |
| Total | Total         | 2  | 0  | 10.5 | .400 | .333 | .000 | 1.5 | 2.5 | .5  | .0  | 2.5 |